# تيراتب وينوتاي
تيراتيب وينوثاي (بالتايلندية: ธีรเทพ วิโนทัย)، من مواليد 16 فبراير 1985 في بانكوك في تايلند، لاعب كرة قدم تايلندي.
بدأ مسيرته الكروية مع نادي تيرو ساسانا في عام 2003، وهو يلعب معهم حتى الآن.
و هو يلعب مع منتخب تايلند لكرة القدم.

## روابط خارجية
- تيراتب وينوتاي على موقع الاتحاد الدولي (مؤرشف)  (الإنجليزية)
- تيراتب وينوتاي على موقع قاعدة بيانات كرة القدم.إي يو (الإنجليزية)
- تيراتب وينوتاي على موقع ناشيونال فوتبول تيمز (الإنجليزية)
- تيراتب وينوتاي على موقع Soccerway.com (الإنجليزية)
- تيراتب وينوتاي على موقع عالم كرة القدم.نت (الإنجليزية)
- تيراتب وينوتاي على موقع كووورة